# Холт, Майкл
Майкл Холт (англ. Michael Holt, род. 7 августа 1978 года в Ноттингеме) — английский профессиональный игрок в снукер.

## Карьера
Среди лучших достижений Майкла Холта — участие в трёх четвертьфиналах рейтинговых турниров: UK Championship — 1999, LG Cup — 2003 и Grand Prix — 2005.
В 2006 году Холт выиграл нерейтинговый турнир Fürth German Open, а за год до этого был финалистом. В 2007 он выиграл ещё один нерейтинговый турнир — Dutch Open.
В 2010 году Майкл стал победителем профессионально-любительского турнира Pink Ribbon. В финале он переиграл Джимми Уайта со счётом 6:5, сделав попутно 3 сенчури брейка. 
 В этом же сезоне Холту покорился уже низкорейтинговый турнир из серии Players Tour Championship. В финале он обыграл Джона Хиггинса со счётом 4:3, причём только победа на турнире позволяла Холту участвовать в финале серии. О том, что Майкл был сверхмотивирован, говорит факт, что на пути к финалу он обыграл таких игроков, как Стивен Магуайр, Джейми Коуп, Марк Селби и Шон Мёрфи. В финальном же турнире серии он достиг 1/4 финала.

## Вне снукера
Майкл Холт увлекается музыкой. Среди его пристрастий такие группы, как «Oasis», «Radiohead» и «Guns N' Roses». Брат Майкла, Мэтт, играет на бас-гитаре в рок-группе. Холт — болельщик клуба «Ноттингем Форест». Майкл дружит с известным боксёром-средневесом Карлом Фрочем.

## Достижения

### Низкорейтинговые турниры
- Players Tour Championship — 2010

### Прочие турниры
- Fürth German Open — 2006
- Dutch Open — 2007
- Pink Ribbon (pro-am) — 2010
- Чемпионат мира WLBSA среди смешанных пар (World Mixed Doubles Championship c Риан Эванс) — 2009